# Gorzyca (województwo dolnośląskie)
Gorzyca (także: Górzyca, dawniej Skowronków, niem. Lerchenborn) – wieś w Polsce położona w województwie dolnośląskim, w powiecie lubińskim, w gminie Lubin.

## Historia
Przed rokiem 1945 wieś, pod nazwą Lerchenborn, należała do Niemiec. Była częścią majątku rodziny von Bohlen.
Początkową powojenną nazwą wsi był „Skowronków”, co było nawiązaniem do nazwy niemieckiej. W latach 1975–1998 miejscowość administracyjnie należała do województwa legnickiego.

## Położenie
Wieś znajduje się około 8 km od miasta - Lubin i 71 km od Wrocławia - miasta wojewódzkiego.

## Demografia
Wieś liczy 461 mieszkańców (III 2011 r.). Od roku 2003 coraz chętniej wprowadzają się tu mieszkańcy z najbliższego miasta - Lubina.

## Jubileusz
Rok 2006 to rok 650-lecia wioski.

## Kultura i rekreacja
Na terenie miejscowości działa: Świetlica prowadząca zajęcia artystyczne, sportowe i aerobik. Przy świetlicy mieści się również ogrodzony plac zabaw.

## Komunikacja
Do wioski regularnie kursują autobusy PKS, komunikacji miejskiej w Lubinie (linia nr 101) oraz busy.

## Zabytki
Do wojewódzkiego rejestru zabytków wpisane są:
- zespół pałacowy, z XVIII-XIX w.
  - pałac
- kościół filialny pw. św. Józefa Robotnika, z XIV-XVII w.; usytuowany jest na dość eksponowanym wzniesieniu we wschodniej części Górzycy. Pierwsza wzmianka o już istniejącej w osadzie świątyni pochodzi z dokumentu księcia Ludwika I z 1356 roku. Prawdopodobnie tenże książę był także jej fundatorem, na krótko przed wspomnianą wyżej datą. Obecnie jest to wolnostojąca, jednonawowa, zorientowana, budowla wzniesiona na rzucie prostokąta, z wyodrębnionym węższym oraz trójbocznie zakończonym prezbiterium. Świątynia wzmocniona jest licznymi przyporami. Od strony południowej znajduje się kruchta kryta dachem pulpitowym, natomiast od północy na całej długości prezbiterium dobudowana jest zakrystia, również kryta dachem pulpitowym. Na osi fasady zachodniej świątyni znajduje się masywna, kamienna wieża dzwonnicy wzniesiona na rzucie prostokąta, która w górnej części przechodzi w ośmiobok. Zwieńczenie wieży stanowi stromy ostrosłupowy hełm. Nawa i prezbiterium kryte są jednolitym dachem dwuspadowym, który charakteryzuje się oryginalnym załamaniem przy przejściu pomiędzy nawą a węższym prezbiterium. Wszystkie dachy pokryte są blachą (do 1948 roku – gontem, później do 1972 roku – dachówką). Okna są o wykroju odcinkowym, w wieży – prostokątne. W murach kościoła zachowało się kilka kamiennych płyt nagrobnych z XVII i XVIII wieku. W dość skromnie wyposażonym wnętrzu świątyni znajdują się drewniane drzwi barokowe oraz klasycystyczny prospekt organowy. Interesująca jest również główna brama wejściowa wraz z przyległym murem otaczającym teren przykościelny, które datowane są na XIV wiek.
- cmentarz przykościelny, znajdujący się po północnej stronie kościoła, datowany na XIV wiek

## Związani z Gorzycą
- Carl Abraham Gerhard - urodzony w Gorzycy niemiecki geolog i mineralog, twórca berlińskiej Akademii Górniczej[7]